# Acância
Acância (em latim: Achantia) foi uma nobre romana do século IV. Provavelmente originária da Hispânia, em data desconhecida casou-se com o oficial Materno Cinégio com que teve Antônia Cássia e talvez Materna Cinégia. Quase nada se sabe sobre ela, exceto que teria levado, em 389, o corpo de seu falecido marido à Hispânia. É possivelmente identificável com a cristã que, segundo Libânio, após ser instigada por monges, convenceu seu marido a destruir em Osroena um templo pagão sem autorização do imperador Teodósio I (r. 378–395).